# Rapimento dei bambini da parte della Germania nazista

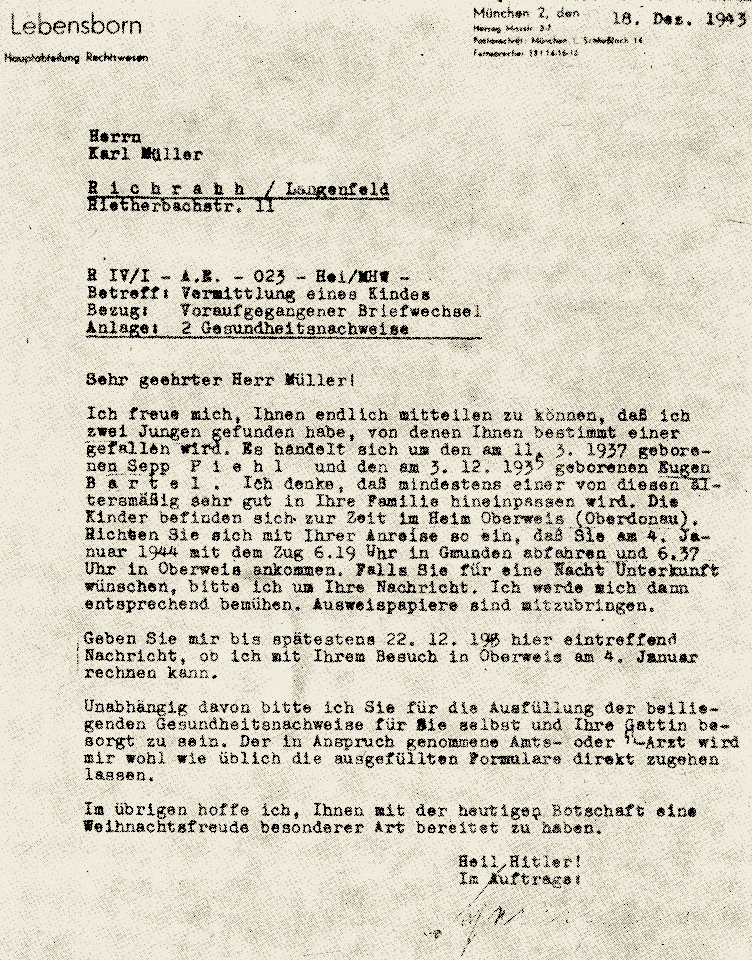
Lettera dall'ufficio Lebensborn alla famiglia Reichsdeutsche di Herr Müller in Germania in cui si informa che sono stati selezionati due ragazzi perfetti per la scelta preferita. I nomi dei ragazzi sono già stati germanizzati, 18 dicembre 1943.

Il rapimento dei bambini da parte della Germania nazista rappresentò una pratica comune, messa in atto durante la seconda guerra mondiale, per cui circa 200.000 bambini di etnia principalmente polacca e un numero imprecisato di bambini di altre etnie furono rapiti e trasportati con la forza in Germania per lo sfruttamento nel lavoro forzato, per scopi di sperimentazione medica, o per entrare nel programma di germanizzazione.
Uno scopo del progetto fu quello di acquisire e "germanizzare" i bambini dai presunti tratti ariano-nordici, cioè quei bambini considerati dai funzionari nazisti discendenti dei coloni tedeschi emigrati in Polonia: i bambini etichettati come "di valore razziale" furono germanizzati con la forza e poi portati a far parte delle famiglie tedesche e delle scuole delle SS.
In Germania è attiva l'associazione Geraubte Kinder – Vergessene Opfer eV ("Bambini rubati: vittime dimenticate"), che rappresenta le vittime dei rapimenti tedeschi.

## Contesto storico
In un discorso tenuto all'Obersalzberg il 22 agosto 1939 ai suoi comandanti militari, Adolf Hitler ordinò l'uccisione senza pietà di tutti gli uomini, donne e bambini di razza o di lingua polacca.
Il 7 novembre 1939 Hitler decretò che Heinrich Himmler, il cui titolo tedesco era Reichskomissar für die Festigung deutschen Volkstums, sarebbe stato il responsabile della politica riguardante la popolazione dei territori occupati. Il piano per rapire i bambini polacchi molto probabilmente fu creato in un documento intitolato Rassenpolitisches Amt der NSDAP.
Il 25 novembre 1939, a Himmler fu inviato un documento di 40 pagine, in cui l'ultimo capitolo riguardò i bambini polacchi considerati "di valore razziale" per cui fu prevista l'acquisizione con la forza per i piani e gli scopi tedeschi:
Il 15 maggio 1940, in un documento intitolato Einige Gedanken ueber die Behandlung der Fremdenvoelker im Osten ("Riflessioni sul trattamento degli stranieri in Oriente"), e in un altro "memorandum top-secret con distribuzione limitata, datato 25 maggio 1940", (in inglese "The Treatment of Racial Aliens in the East"), Himmler definì le direttive speciali per il rapimento dei bambini polacchi: delineando "l'amministrazione della Polonia annessa e del Governatorato Generale, dove i polacchi dovevano essere assegnati ai lavori forzati, e i bambini selezionati per razza dovevano essere rapiti e germanizzati".
Tra i punti fondamentali di Himmler:
- Nel territorio della Polonia rimarrebbero solo quattro scuole elementari in cui l'istruzione sarebbe stata strettamente limitata. Ai bambini sarebbe stato insegnato a contare solo fino a 500, a scrivere i propri nomi e che Dio aveva comandato ai polacchi di servire i tedeschi. L'uso della scrittura non fu ritenuto necessario per la popolazione polacca.
- I genitori che desideravano una migliore istruzione per i propri figli avrebbero dovuto richiedere un permesso speciale alle SS e alla polizia, concesso solo ai bambini ritenuti "di valore razziale". In questo caso, i bambini sarebbero stati portati in Germania per essere germanizzati. Anche allora, il destino di ogni bambino sarebbe stato determinato dalla lealtà e dall'obbedienza allo stato tedesco dei suoi genitori. Un bambino ritenuto "di scarso valore razziale" non avrebbe ricevuto alcuna ulteriore istruzione.
- La selezione annuale sarebbe stata ripetuta ogni anno tra i bambini di età compresa tra i sei e i dieci anni secondo gli standard razziali tedeschi: i bambini ritenuti adeguatamente tedeschi sarebbero stati portati in Germania, con nuovi nomi e ulteriormente germanizzati.[8] Lo scopo del piano fu la distruzione del "polacco" inteso come gruppo etnico, così da lasciare in Polonia una considerevole popolazione di schiavi da consumare nei successivi 10 anni. Entro 15 o 20 anni, i polacchi sarebbero completamente scomparsi dal territorio.[10]

Il 20 giugno 1940 Hitler approvò le direttive dettate da Himmler, ordinando l'invio di copia delle direttive ai principali organi delle SS, ai Gauleiters nei territori occupati dai tedeschi nell'Europa centrale e al governatore del Governatorato Generale, ordinando inoltre che l'operazione di rapimento dei bambini polacchi, al fine di cercare discendenti ariani per la germanizzazione, fosse una priorità in quei territori.
Himmler pensò anche all'avvio di progetti simili nella Francia occupata dai tedeschi. Nelle Conversazioni di Hitler a tavola (in inglese: Hitler's Table Talk) esprime la sua convinzione che "il problema francese" sarebbe stato risolto al meglio con estrazioni annuali di un numero di bambini razzialmente sani, scelti all'interno della "popolazione germanica francese", preferendo che fossero collocati in collegi tedeschi per separarli dalla loro nazionalità francese "incidentale" e renderli quindi consapevoli del loro "sangue germanico". Hitler affermò inoltre che le "tendenze religiose piccolo-borghesi del popolo francese" avrebbero reso quasi impossibile "salvare gli elementi germanici dagli artigli della classe dominante di quel paese". Martin Bormann credette che fosse una politica ingegnosa, annotandola nel documento come una [sic] "teoria sinistra!".

## Trasferimento dei bambini

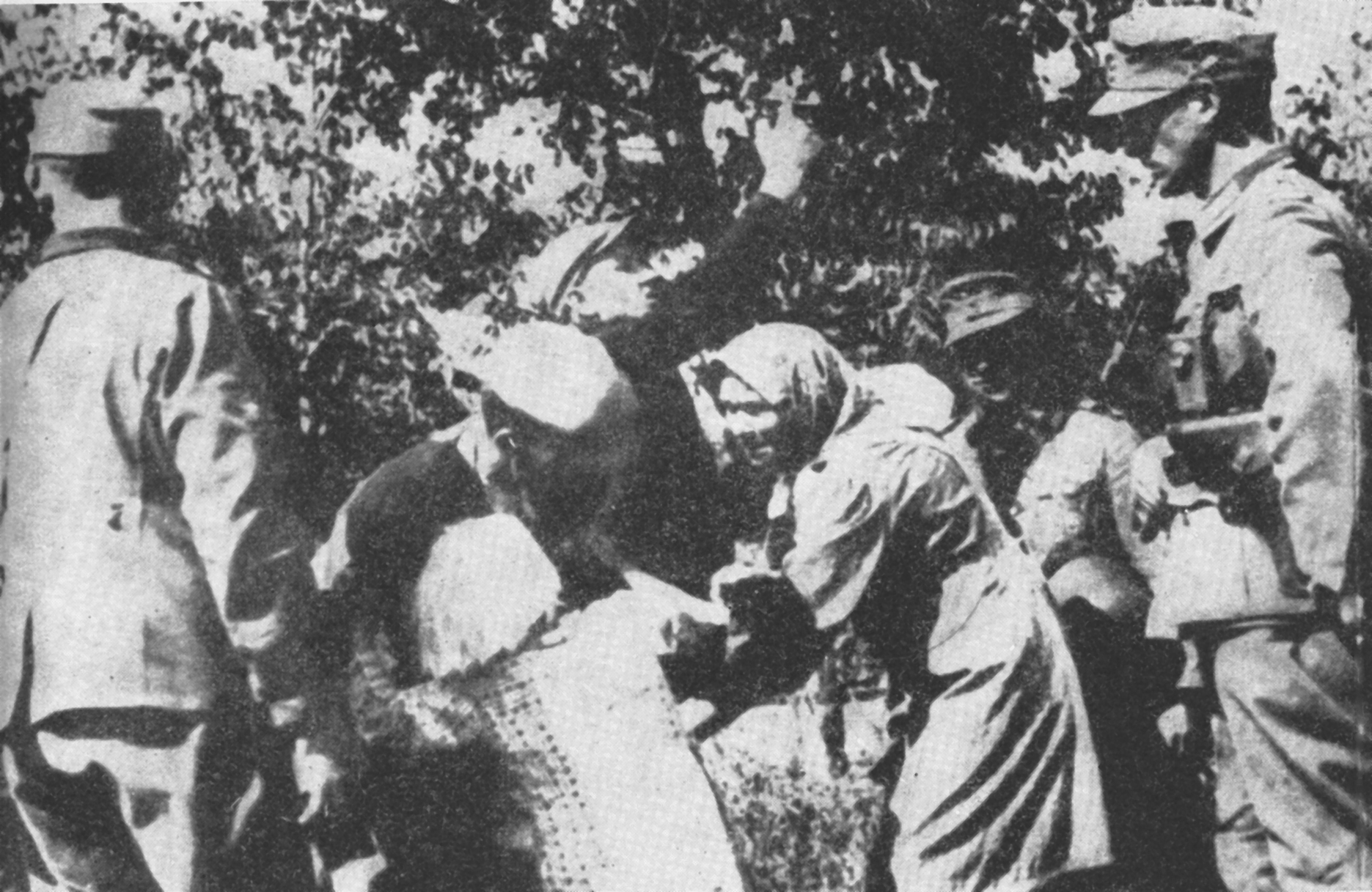
Rapimento di bambini polacchi durante l'operazione di reinsediamento nazista-tedesca nella contea di Zamość.

Le condizioni di trasferimento furono molto dure, infatti i bambini non ricevettero né cibo né acqua per molti giorni, tanto che molti di loro morirono a causa del soffocamento in estate e del freddo in inverno. I ferrovieri polacchi, spesso rischiando la propria vita, cercarono di nutrire i bambini imprigionati o di dare loro dei vestiti pesanti. A volte le guardie tedesche poterono essere corrotte con oro e gioielli per consentire il passaggio delle provviste, e in altri casi riuscirono anche a vendere alcuni dei bambini ai polacchi. A Bydgoszcz e Gdynia, i polacchi comprarono i bambini per 40 Reichsmark, mentre in altri casi il prezzo tedesco per un bambino polacco fu di 25 zloty.
I bambini furono rapiti con la forza, spesso dopo che i loro genitori furono assassinati nei campi di concentramento o fucilati come "partigiani", tra cui una manciata di bambini proveniente da Lidice. A questi bambini non fu permesso di rimanere nemmeno con gli altri parenti in vita. Alcuni provenivano presumibilmente da nascite miste tra soldati tedeschi e madri straniere, mentre altri furono dichiarati "orfani tedeschi" e cresciuti da famiglie non tedesche.
In effetti, gli orfanotrofi e le case per bambini, insieme ai bambini adottati, furono tra i primi gruppi presi di mira, nella convinzione che i polacchi avessero deliberatamente e sistematicamente polonizzato i bambini di etnia tedesca. Successivamente i bambini vennero portati in centri e istituzioni speciali o, come li chiamavano i tedeschi, "campi educativi per bambini" (Kindererziehungslager), che in realtà non erano altro che campi di selezione dove i loro "valori razziali" venivano messi alla prova, i loro parametri di nascita originali distrutti, e i loro nomi polacchi cambiati in nomi tedeschi, come parte del processo iniziale di germanizzazione. Quei bambini classificati come "di poco valore" vennero deportati ad Auschwitz o a Treblinka.

## Processo di selezione

Kinder-KZ all'interno della mappa del ghetto di Litzmannstadt (il numero 15) dove sono stati selezionati i bambini polacchi.

I bambini furono collocati in speciali campi temporanei del dipartimento sanitario, o Lebensborn eV, chiamati in tedesco Kindererziehungslager ("campi educativi per bambini"). Successivamente furono sottoposti a una speciale "selezione di qualità" o "selezione razziale", un esame razziale dettagliato, combinato con test psicologici ed esami medici effettuati da esperti del RuSHA o medici del Gesundheitsamt (dipartimento sanitario). Il "valore razziale" di un bambino determinò di quale degli 11 tipi razziali potesse far parte, inclusi altri 62 punti per valutare le proporzioni del corpo, il colore degli occhi, il colore dei capelli e la forma del cranio.
Durante questo processo di test, i bambini furono divisi in tre gruppi:
1. "crescita demografica desiderata" (erwünschter Bevölkerungszuwachs);
2. "crescita demografica accettabile" (tragbarer Bevölkerungszuwachs);
3. "crescita demografica indesiderata" (unerwünschter Bevölkerungszuwachs).[19]

I tratti negativi che potevano risultare in un bambino, che altrimenti soddisfaceva tutti i criteri razziali, nel secondo gruppo includevano ad esempio la "testa tonda", riferita alla forma del cranio. I bambini furono declassati nel terzo gruppo per la tubercolosi, per la forma del cranio "degenerata", o per delle "caratteristiche gitane", ad esempio una ragazza che presentasse una piccola voglia sarebbe stata respinta se la voglia fosse stata molto più ampia. Questi esami razziali determinarono il destino dei bambini: uccisione, deportazione nei campi di concentramento o altre conseguenze. Ad esempio, dopo aver allontanato con la forza un bambino dai suoi genitori, gli "esami medici" poterono essere eseguiti in segreto e sotto mentite spoglie.
Molti nazisti rimasero sbalorditi dal numero di bambini polacchi trovati con tratti "nordici", ma presumevano che tutti questi bambini fossero genuinamente bambini tedeschi e poi "polonizzati"; Hans Frank richiamò tali punti di vista dichiarando:"Quando vediamo un bambino con gli occhi azzurri, siamo sorpresi che parli polacco". Tra quei bambini ritenuti genuinamente tedeschi ci furono coloro i cui genitori furono giustiziati per aver resistito alla germanizzazione forzata.

### Produzione della documentazione
Una volta selezionati, i bambini tra i sei e i dodici anni furono inviati in case speciali. I loro nomi furono modificati in tedeschi dal suono simile. Furono costretti a imparare il tedesco e picchiati se persistevano a parlare in polacco. Furono informati che i loro genitori erano morti anche se non fosse stato vero. I bambini che non volevano imparare il tedesco o ricordavano la loro origine polacca furono rimandati nei campi giovanili in Polonia. In alcuni casi, gli sforzi ebbero un tale successo che i bambini vissero e morirono credendosi tedeschi.
Le autorità furono riluttanti a consentire l'adozione ufficiale dei bambini, poiché il procedimento avrebbe potuto rivelare la loro origine polacca. In effetti, alcuni bambini furono maltrattati quando i loro genitori adottivi seppero che erano polacchi. L'adozione fu anche problematica perché la sorveglianza o le ulteriori informazioni potevano far nascere dei problemi con il bambino.
Quando si è saputo che la madre di Rosalie K fu epilettica, ad esempio, si è immediatamente concluso, nonostante i desideri dei suoi genitori adottivi tedeschi, che la germanizzazione, l'educazione e l'adozione non potessero essere giustificabili. Quando i genitori adottivi chiesero i certificati di adozione, tali documenti furono falsificati.

### Esperimenti medici tedeschi
Quei bambini selezionati, compresi nella fascia d'età tra gli otto mesi e i 18 anni, che non superarono i severi esami e i criteri nazisti, furono inviati come soggetti di test per gli esperimenti nei centri speciali. Due di questi centri si trovavano nella Polonia occupata dai tedeschi: uno di questi si trovava a Cieszyn, mentre il Medizinische Kinderheilanstalt, era a Lubliniec in Alta Slesia dove anche i bambini venivano sottoposti a "eutanasia" forzata. Ai bambini venivano somministrati psicofarmaci, prodotti chimici e altre sostanze per i test medici, sebbene fosse generalmente noto che il vero scopo di quelle procedure era il loro sterminio di massa.

## Assassinio dei bambini Zamość ad Auschwitz

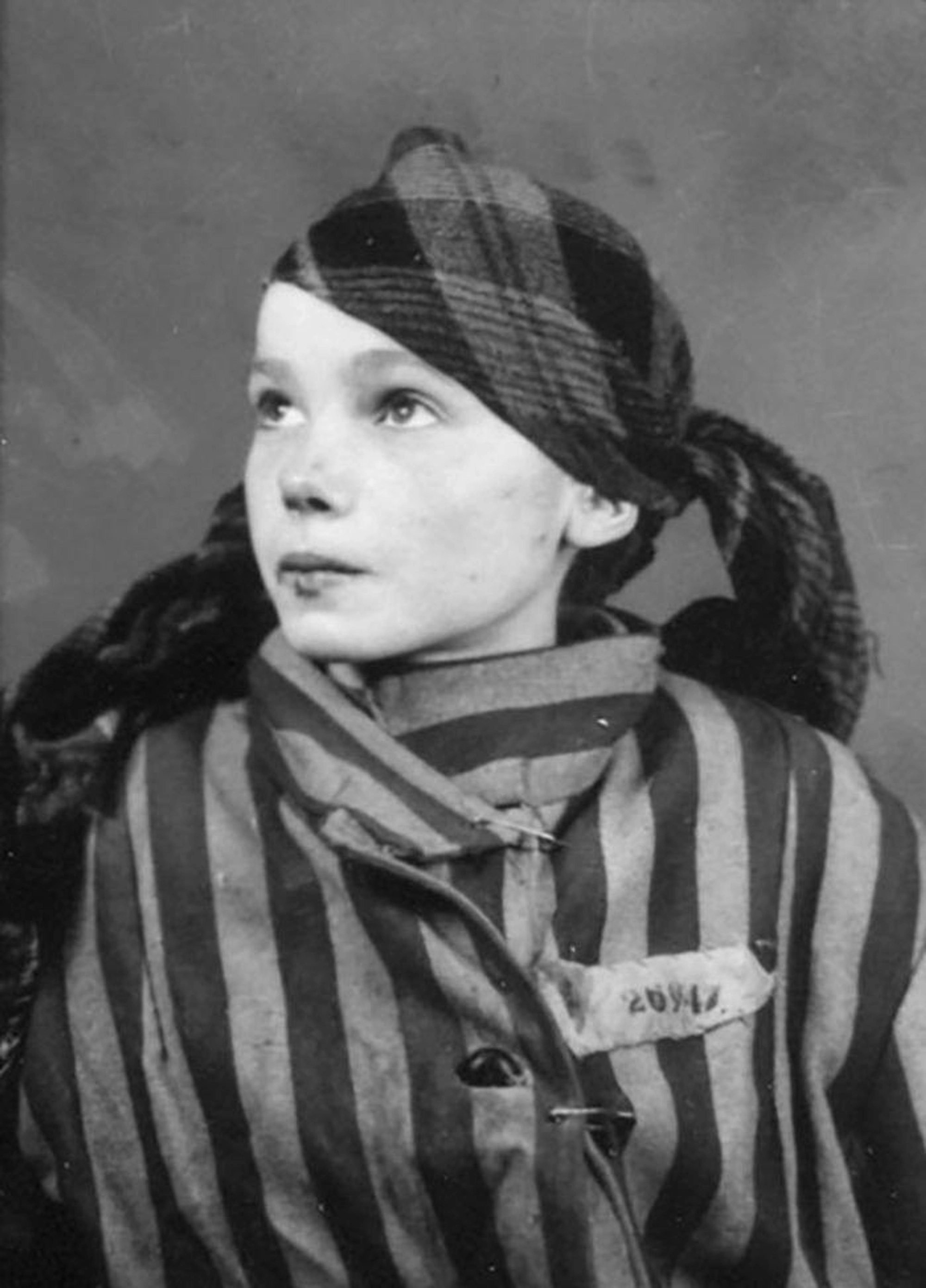
Czesława Kwoka, uno dei tanti bambini polacchi assassinati ad Auschwitz dai nazisti

Nel campo di concentramento di Auschwitz furono assassinati da 200 a 300 bambini polacchi provenienti dalla zona di Zamość con iniezioni di fenolo. Di solito il procedimento seguito fu: il bambino veniva fatto sedere su uno sgabello, di tanto in tanto bendato con un asciugamano; la persona incaricata dell'esecuzione poneva una mano dietro al collo del bambino e l'altra dietro la scapola; quando il petto del bambino sporgeva verso l'esterno, veniva usato un lungo ago per iniettare una dose tossica di fenolo nel petto. I bambini di solito morivano entro pochi minuti. Un testimone descrisse questo processo come mortalmente efficiente:"Di regola non si sentiva nemmeno un gemito. Non si aspettava che la persona morisse davvero. Durante la sua agonia, veniva preso da sotto le ascelle e gettato in un mucchio di cadaveri in un'altra stanza... E così la vittima successiva prendeva posto sullo sgabello."
Per indurre all'obbedienza i bambini che presto sarebbero stati assassinati, i tedeschi promisero loro che avrebbero lavorato nella fornace ma un gruppo di bambini, di età compresa tra gli 8 e i 12 anni, riuscirono ad avvertire i loro compagni detenuti chiamando aiuto quando stavano per essere uccisi dai nazisti: "Mamo! Mamo!" ("Mamma! Mamma!"), le urla morenti dei bambini, furono sentite da diversi detenuti lasciando in loro un'impressione indelebile e ossessionante.'"

## Gli sforzi di rimpatrio del dopoguerra
La portata del programma divenne chiara alle forze alleate nel corso dei mesi quando trovarono i gruppi di bambini "germanizzati" e si resero conto che molti di più erano nella popolazione tedesca. Individuare questi bambini portò a rivelare le loro storie di istruzione forzata in lingua tedesca e di come i fallimentari fossero stati uccisi. Furono create apposite squadre per ricercare i bambini, un punto particolarmente importante quando si tratta con le istituzioni, dove il singolo investigatore poteva intervistare solo pochi bambini prima che tutti gli altri fossero istruiti a fornire false informazioni. Molti bambini dovevano essere indotti a dire la verità, solo quando venivano alla luce delle disparità importanti come ad esempio quando veniva riferito che un bambino di nove anni parlava tedesco da quattro anni, sottolineando che dovevano aver parlato già prima di allora, il bambino poteva quindi essere portato ad ammettere di aver parlato polacco. Alcuni bambini subirono dei traumi emotivi quando furono allontanati dai loro genitori tedeschi adottivi, spesso gli unici genitori che ricordavano, mentre tornavano dai loro genitori biologici, quando non ricordavano più il polacco, ma solo il tedesco. I bambini più grandi generalmente ricordavano la Polonia: quelli di dieci anni avevano già dimenticato molto, ma spesso potevano ricordare cose come le filastrocche polacche, mentre il più giovane non aveva ricordi che potessero essere richiamati.
Le forze alleate si sforzarono per rimpatriarli anche se molti bambini, in particolare i polacchi e gli jugoslavi che furono tra i primi ad essere catturati, dichiararono al ritrovamento di essere tedeschi. Ai bambini russi e ucraini, pur non essendo arrivati a questo stadio, fu comunque insegnato a odiare i loro paesi d'origine e non vollero rientrare nella patria originaria. Mentre molti genitori adottivi hanno volontariamente curato i bambini, altri subirono degli abusi o furono sfruttati per il lavoro, mentre altri ancora si sforzarono di nascondere i bambini.
Dopo la guerra, nell'ottavo dei dodici processi di Norimberga, il processo RuSHA, si affrontò il rapimento dei bambini da parte dei nazisti. Molti bambini testimoniarono, anche se molti dei loro genitori avevano paura di lasciarli tornare in Germania. Dal 1947 al 1948, i processi di Norimberga stabilirono che i rapimenti, gli stermini e la germanizzazione costituirono parte del genocidio.
Solo il 10-15% dei rapiti tornò a casa. Quando gli sforzi alleati per identificare tali bambini cessarono, 13.517 indagini erano ancora aperte ed era chiaro che le autorità tedesche non li avrebbero restituiti.

## Il piano Heuaktion
Il piano chiamato "Heuaktion", descritto in un memorandum "top secret" presentato al ministro dell'Interno tedesco Heinrich Himmler il 10 giugno 1944, il SS-Obergruppenführer Gottlob Berger, a capo dello staff della direzione politica e coautore dell'opuscolo di Himmler Der Untermensch oltre che promotore dell'opuscolo Mit Schwert und Wiege per il reclutamento dei non tedeschi, propose che la 9ª armata tedesca "evacuasse" circa 40.000-50.000 bambini tra i 10 e i 14 anni dal "territorio del Gruppo d'armate Centro" per lavorare per il Terzo Reich.
Il piano non fu ampiamente attuato, in parte a causa di alcuni argomenti contrari:"Il ministro [Himmler] temeva che l'azione avrebbe avuto conseguenze politiche molto sfavorevoli, che sarebbe stata considerata come rapimento di bambini e che i minorenni non rappresentano comunque una vera risorsa per la forza militare del nemico... Il ministro vorrebbe che l'azione fosse limitata ai giovani di 15-17 anni ". Tra marzo e ottobre 1944, 28.000 bambini di età compresa tra 10 e 18 anni furono deportati dalla Bielorussia per lavorare nell'industria tedesca delle armi.

## Stime e statistiche
Tra il 1940 e il 1945, secondo le stime ufficiali polacche, circa 200.000 bambini polacchi furono rapiti dai nazisti.
William Rubinstein cita la cifra vicino a 200.000 bambini polacchi rapiti dai nazisti. Secondo la stima di Dirk Moses, 20.000 bambini furono rapiti per tali scopi dalla Polonia, 20.000 dall'Unione Sovietica e 10.000 dall'Europa occidentale e sud-orientale. Tadeusz Piotrowski nel suo libro Poland's Holocaust afferma che furono rapiti 200.000 bambini polacchi, di cui solo il 15-20% fu recuperato dai genitori o dal governo polacco nel dopoguerra. Secondo Tara Zahra, il numero di bambini sottratti ai loro genitori varia da 40.000 a 50.000 bambini presi in Bielorussia nel piano Heuaktion per il lavoro forzato, ed altri 28.000 giovani sovietici "di età inferiore ai diciotto anni" presi per il lavoro nella Luftwaffe, altre "decine di migliaia" di bambini polacchi, cechi, sloveni e slesiani presi durante le evacuazioni finirono negli orfanotrofi e nei campi della Gioventù hitleriana, inoltre un numero imprecisato di bambini furono presi dalle donne messe ai lavori forzati in Germania, e da 20.000 a 50.000 "deliberatamente rapiti" nell'Europa orientale. Altri bambini non di lingua tedesca furono evacuati insieme ai civili tedeschi, mentre decine di migliaia di bambini stranieri furono reclutati come lavoratori forzati o nati da lavoratrici in Germania.
La confusione tra bambini di etnia tedesca dell'Europa orientale e bambini non tedeschi è stato un altro fattore che ha portato a stime gonfiate. L'associazione Geraubte Kinder – Vergessene Opfer eV, che rappresenta le vittime di questa operazione, ha presentato le seguenti stime a partire dal 2018:
- Polonia: 50.000-200.000 bambini rapiti;
- Heuaktion in Polonia, Ucraina e Bielorussia: 40.000-50.000 bambini rapiti;
- Boemia e Moravia: 1.000 bambini rapiti;
- Slovenia: 1.100 bambini rapiti.[47]

Le stime del dopoguerra sui bambini rapiti variano a seconda dei criteri utilizzati; Isabell Heinemann nel documentario "Kinderraub der Nazis. Die vergessenen Opfer" afferma che il suo gruppo di ricerca ha identificato 20.000 bambini polacchi rapiti che hanno superato i criteri di germanizzazione e sono stati integrati nel programma Lebensborn, mentre le stime polacche, ad esempio, includono i bambini presi in condizioni diverse, come quelli sottratti con la forza alle donne che lavorano in Germania. I numeri precisi sono difficili da accertare e dipendono dalla classificazione del rapimento e se si includono o meno i bambini nati dai genitori utilizzati nel lavoro forzato.

## Memoriali e commemorazione
Dopo la guerra, a Lublino fu realizzata una targa commemorativa dedicata ai ferrovieri che cercarono di salvare i bambini polacchi dalla prigionia tedesca.
Nel 2017 l'emittente tedesca Deutsche Welle e i giornalisti polacchi di Interia.pl si sono impegnati in un progetto di memoria che documenta la storia e il destino dei bambini rapiti. I giornalisti hanno visitato istituzioni, archivi e fondazioni, intervistando anche le vittime ancora vive: numerosi sopravvissuti presentarono i loro tentativi di risalire alle proprie origini, di chiedere un risarcimento o di raccontare la loro storia. Come parte di questa serie, sono stati prodotti oltre 40 articoli e 23 documentari video, culminati in un libro e un documentario cinematografico presentato dall'emittente statale tedesca ARD.

### Approfondimenti
- Roman Z. Hrabar, Zofia Tokarz e Jacek E. Wilczur, The Fate of Polish Children During the Last War, in Rada Ochrony Pomników Walki i Męczeństwa, traduzione di Bogdan Buczkowski, Lech Petrowicz, Warsaw, Interpress, 1981, ISBN 978-8322319505.
- Sybil Milton e The Simon Wiesenthal Center, 2, in Non-Jewish Children in the Camps, Multimedia Learning Center Online, Annuale 5, Museum of Tolerance, 1997. URL consultato il 25 settembre 2008 (archiviato dall'url originale il 15 dicembre 2010).
- Richard C. Lukas, Did the Children Cry? Hitler's War against Jewish and Polish Children, 1939–1945, New York, Hippocrene Books, 2001.
- Kostkiewicz Janina (a cura di), Zbrodnia bez kary… : eksterminacja i cierpienie polskich dzieci pod okupacją niemiecką 1939–1945, Kraków, Jagiellonian University, 2020, ISBN 978-8395824029.
- Nuremberg Trials Project: Overview, su nuremberg.law.harvard.edu. e  Nuremberg Trial Documents Bibliography, su nuremberg.law.harvard.edu. URL consultato il 5 marzo 2023 (archiviato dall'url originale il 25 gennaio 2009).e – Nuremberg Trials Project: A Digital Document Collection at Harvard University Law School Library (HLSL). ["Contents of the Collection: The Nuremberg Trials collection fills some 690 boxes, with an average box containing approximately 1500 pages of text (for a total estimated at 1,035,000 pages). The three largest groups of documents are: trial documents (primarily briefs and document books for trial exhibits) for the twelve NMT trials and the IMT trial (280 boxes); trial transcripts for the twelve NMT trials and the IMT trial (154 boxes); and evidence file documents (the photostats, typescripts, and evidence analyses from which the prosecution, and occasionally defendants, drew their exhibits) (200 boxes).... The HLSL collection also includes documents from the IMT hearings on criminal organizations and miscellaneous papers concerning the trials. Most of the documents are in both English and German (and occasionally other languages).... In this project only the English language trial documents and trial transcripts will be presented, but the evidence file documents are usually in both English and German."]
- The RuSHA Case: D. Kidnapping of Children of Foreign Nationality: 3. Polish Children, su mazal.org. URL consultato il 5 marzo 2023 (archiviato dall'url originale il 12 giugno 2007).Cfr. in  (Trial documents.) [Note: "The Trials of War Criminals before the Nuernberg Military Tribunals (NMT) differ from the Trial of the Major War Criminals before the International Military Tribunal (IMT) in a number of different ways...."]